# Saint-Priest-la-Plaine
Saint-Priest-la-Plaine – miejscowość i gmina we Francji, w regionie Nowa Akwitania, w departamencie Creuse.
Według danych na rok 1990 gminę zamieszkiwało 310 osób, a gęstość zaludnienia wynosiła 14 osób/km² (wśród 747 gmin Limousin Saint-Priest-la-Plaine plasuje się na 349. miejscu pod względem liczby ludności, natomiast pod względem powierzchni na miejscu 298.).